# Rain of Revolution
«Rain of Revolution» —[ɹeɪn ɒv revʊlʉˈɧɯːn]; en español: «Lluvia de revolución»— es una canción de la banda lituana Fusedmarc. Fue elegida para representar a Lituania en el Festival de la Canción de Eurovisión de 2017 tras ganar la final nacional lituana, Eurovizijos, el 11 de marzo de 2017.

## Festival de Eurovisión

### Festival de la Canción de Eurovisión 2017
Esta fue la representación lituana en el Festival de Eurovisión 2017, interpretada por Fusedmarc.
El 31 de enero de 2017 se organizó un sorteo de asignación en el que se colocaba a cada país en una de las dos semifinales, además de decidir en qué mitad del certamen actuarían. Como resultado, la canción fue interpretada en 16.º lugar durante la segunda semifinal, celebrada el 11 de mayo de 2017. Fue precedida por Bulgaria con Kristian Kostov interpretando «Beautiful Mess» y seguida por Estonia con Koit Toome & Laura interpretando «Verona». La canción no fue anunciada entre los diez temas elegidos para pasar a la final, y por lo tanto no se clasificó para competir en esta. Más tarde se reveló que el país había quedado en 17.º puesto con 42 puntos.